# Beas (reka)
Beas je reka, ki teče po ozemlju Indije in Pakistana. Izliva se v Ind.
Najbolj je znana kot vzhodna meja imperija Aleksandra Velikega; sem je prodrl leta 326 pr. n. št.